# Івайло Андонов
Івайло Вікторов Андонов (болг. Ивайло Викторов Андонов; нар. 14 серпня 1967, Благоєвград) — болгарський футболіст, що грав на позиції нападника.
Виступав, зокрема, за клуб ЦСКА (Софія), а також національну збірну Болгарії.
Чемпіон Болгарії. Володар Кубка Болгарії. 
Почесний громадянин Софії.

## Клубна кар'єра
У дорослому футболі дебютував 1987 року виступами за команду клубу «Пірін» (Благоєвград), в якій провів чотири сезони, взявши участь у 95 матчах чемпіонату.
Своєю грою за цю команду привернув увагу представників тренерського штабу клубу ЦСКА (Софія), до складу якого приєднався 1991 року. Відіграв за армійців з Софії наступні три сезони своєї ігрової кар'єри. Більшість часу, проведеного у складі софійського ЦСКА, був основним гравцем атакувальної ланки команди. У складі софійського ЦСКА був одним з головних бомбардирів команди, маючи середню результативність на рівні 0,65 голу за гру першості. За цей час виборов титул чемпіона Болгарії.
Згодом з 1994 по 1999 рік грав у складі команд клубів «Альбасете», «Армінія» (Білефельд), ЦСКА (Софія) та «Локомотив» (Софія).
Завершив професійну ігрову кар'єру у клубі «Уніон» (Берлін), за команду якого виступав протягом 1999—2000 років.

## Виступи за збірну
У 1991 році дебютував в офіційних матчах у складі національної збірної Болгарії. Протягом кар'єри у національній команді, яка тривала 7 років, провів у формі головної команди країни 5 матчів.
У складі збірної був учасником чемпіонату світу 1994 року у США.

## Титули і досягнення
- Чемпіон Болгарії (2):

ЦСКА (Софія): 1991–1992, 1996–1997
- Володар Кубка Болгарії (2):

ЦСКА (Софія): 1992–1993, 1996–1997